# Аеропорт Рейк'явік
Аеропорт Рейк'явік (ісл. Reykjavíkurflugvöllur; (IATA: RKV, ICAO: BIRK)) — головний внутршній аеропорт Ісландії, який обслуговує столицю країни  Рейк'явік і розташований в межах міста за 2 кілометри від центру. Міжнародні рейси вирушають з цього аеропорту лише до Гренландії.
Аеропорт Рейк'явік  обслуговує  внутрішні рейси в Ісландії, деякі рейси до Гренландії, невеликі міжнародні чартери, приватні рейси і  трансатлантичні перегінні рейси (перельоти задля повернення повітряного судна в аеропорт базування, доставки його з одного місця в інше чи переміщення на базу). Він також може служити запасним аеропортом для рейсів, що прибувають у найбільший і головний аеропорт Ісландії  Міжнародний аеропорт Рейк'явік-Кеплавік, у разі несприятливих погодних умов. У аеропорту Рейк'явік коротші злітно-посадкові смуги, ніж у розташованому за 50 кілометрів (30 миль)  аеропорту Рейк'явік-Кеплавік. Щоб відрізнити його від більшого міжнародного аеропорту Кеплавіка за межами Рейк'явіка, іноді його неофіційно називають англійською мовою Reykjavik City Airport (використовується і адміністрацією аеропорту), а також Reykjavik Domestic Airport.
Аеропорт Рейк'явік є  вузловим аеропортом ісландської авіакомпанії Eagle Air і домашнім аеропортом авіакомпанії Icelandair. Має дві злітно-посадкові смуги, є власністю державної компанії  Isavia, яка ним управляє.

## Історія

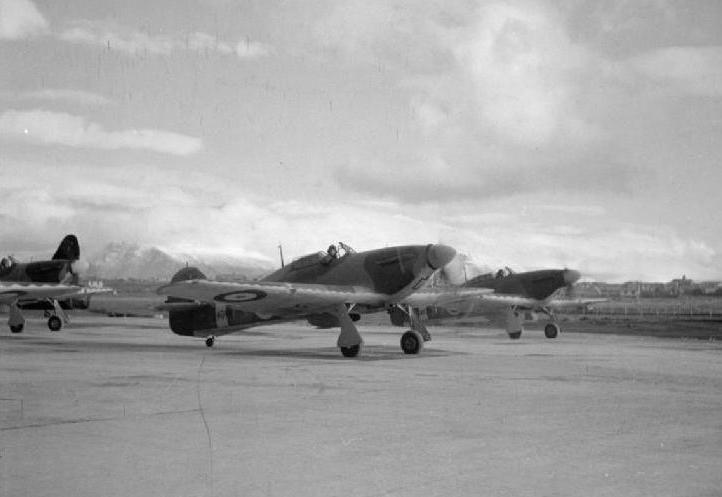
Hawker Hurricane на базі Королівських Повітряних сил Великої Британії RAF Reykjavik під час Другої світової війни.

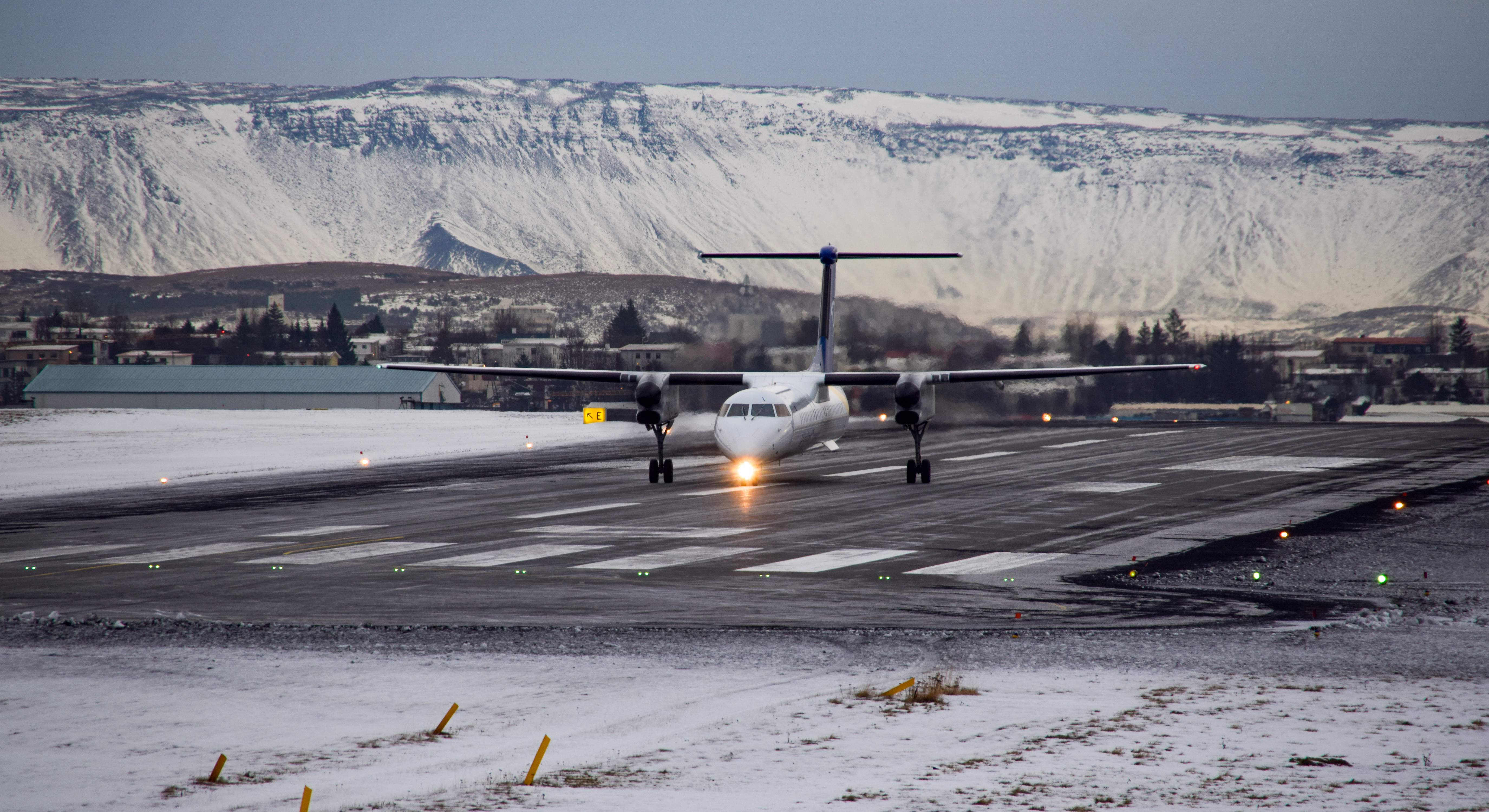
Літак авіакомпанії Air Iceland Connect рулює в аеропорту Рейк'явіка, 2020 р. Відтоді ця авіакомпанія об'єдналася з Icelandair, котра пененесла деякі рейси в Міжнародний аеропорт Рейк'явік-Кеплавік.

Датою першого польоту з території аеропорту вважається 3 вересня 1919 року, коли злетів Avro 504, перший аероплан в Ісландії. До 1937 року у місцевості Vatnsmýri були експериментальні польоти. 1938 року в місті Акурейрі була заснована найстаріша ісландська авіакомпанія  Flugfélag Akureyrar (зараз Icelandair). Функціонування аеродрому розпочалося в 1940 році, коли Flugfélag Akureyrar запустила  регулярні рейси  і перебазувалася з Акурейрі до Рейк'явіка (також змінивши свою назву  на  Flugfélag Íslands).
Теперішній аеропорт був збудований британською армією під час Другої світової війни на південному березі Рейк'явікського півострова. Будівництво розпочалося у жовтні  1940 року, коли аеродром мав лише трав'яне покриття.  Шоталндський полк Чорної варти збудував першу злітно-посадкову смугу, побудувавши її над затопленими нафтовими бочками. Королівські Повітряні сили Великої Британії використовували аеропорт, як його називали в той час RAF Reykjavik, з березня 1941 року. 6 липня  1946 року британці передали експлуатацію аеропорту ісландському уряду, і відтоді ним керує Управління цивільної авіації Ісландії (зараз Flugstoðir).
Реконструкція аеропорту розпочався у 2000 році і тривав два роки. Після цього у 2001 році відбувся референдум, коли 49,3% голосів були за перенесення аеропорту з центру міста, а 48,1% учасників референдуму проголосували за те, щоб він залишався на місці до 2016 року, коли закінчується термін дії поточного міського плану. Результати референдуму, однак, не були обов’язковими, оскільки явка була меншою за 40%, а також були певні юридичні нюанси, які також призвели до відсутності можливості голосування не в день виборів (наприклад, для відпочиваючих).
Після ремонту ширина злітно-посадкових смуг 01/19 і 13/31 становить 45 м, а 06/24 — 30 м, з візуальним заходом на злітно-посадкові смуги 01 і 31, а злітно-посадкова смуга 19 має ILS CAT I/NBD-DME заходження на посадку та злітно-посадкову смугу. 13 має підхід LLZ-DME/NDB-DME. Вогні для злітно-посадкових смуг були оновлені LIH Wedge для всіх злітно-посадкових смуг. 06/24 назавжди закрито і використовується як руліжна доріжка з 2020 року.

## Перспективи
Місто розростається навколо аеропорту і зараз він розташований у західній частині міста. Дехто вважає це місце незручним з міркувань шумового забруднення та безпеки, а також тому, що воно займає багато корисної  території поблизу центральних районів міста і могло б використовуватися для інших цілей. Тривають дебати щодо майбутнього аеропорту з трьома варіантами:
- залишити аеропорт, як є зараз
- знесення аеропорту та будівництво нового аеропорту в іншому місці в районі Рейк'явіка
- знесення аеропорту та перенесення всіх рейсів у Міжнародний аеропорт Рейк'явік-Кеплавік

У 2001 році в Рейк'явіку відбувся місцевий референдум з питання: залишити аеропорт Рейк'явіка в поточному місці або перенести  в інше місце протягом 15 років, результат був майже однаковим, але з невеликим перевищенням (49,3% проти 48,1%) за перенесення аеропорту. Однак, явка склала лише 37%, референдум був місцевим, тож аеропорт Рейк’явіка не перенесли, станом на 2023 рік.

## Термінали
Аеропорт має два термінали, розташовані на різних сторонах злітно-посадкових смуг: 
- головний термінал (64°7′54″ пн. ш. 21°56′47″ зх. д. / 64.13167° пн. ш. 21.94639° зх. д.) обслуговує рейси для Icelandair та Norlandair[6]
- менший термінал (64°7′46″ пн. ш. 21°55′59″ зх. д. / 64.12944° пн. ш. 21.93306° зх. д.)обслуговує Eagle Air.

## Авіалінії та напрямки
Нижченаведені компанії виконують регулярні та чартерні рейси з аеропорту Рейк'явік станом на початок 2023 року:
| Авіакомпанія | Пункт призначення                 |
| ------------ | --------------------------------- |
| Eagle Air    | Húsavík, Höfn, Vestmannaeyjar     |
| Icelandair   | Akureyri, Egilsstaðir, Ísafjörður |
| Norlandair   | Bíldudalur, Gjögur                |

## Статистика
Див. джерело запитів Вікіданих та джерела.

## Зовнішні посилання
Вікісховище має мультимедійні дані за темою: Аеропорт Рейк'явік
- Reykjavík Airport at Isavia (англ.)
- Reykjavík Airport at the Icelandic Civil Aviation Administration (англ.)
- Reykjavík Airport at the Icelandic Civil Aviation Administration (ісл.)